# Бездвірний Анатолій Андрійович
Анато́лій Андрі́йович Бездві́рний (30 березня 1922 — 31 жовтня 1952) — радянський військовик часів Другої світової війни, номер гарматної обслуги батареї 1972-го винищувально-протитанкового артилерійського полку 45-ї винищувально-протитанкової артилерійської бригади 51-ї армії, рядовий. Герой Радянського Союзу (1945).

## Життєпис
Народився 30 березня 1922 року в селищі Карло-Лібкнехтівськ, нині — місто Соледар Бахмутського району Донецької області, в родині робітника. Українець. Здобув початкову освіту. Працював вагранником на Ямському доломітному комбінаті.
До лав РСЧА призваний Лисичанським РВК у лютому 1941 року. Учасник німецько-радянської війни з 15 липня 1941 року. Воював на Калінінському фронті мінометником окремого мінометного дивізіону 26-ї окремої винищувальної бригади 43-ї армії. Був двічі поранений і одного разу контужений.
Особливо номер гарматної обслуги 2-ї батареї 1972-го винищувально-протитанкового артилерійського полку 45-ї винищувально-протитанкової артилерійської бригади 51-ї армії 1-го Прибалтійського фронту рядовий А. А. Бездвірний відзначився під час боїв на території Литви. Протягом 18-19 серпня 1944 року поблизу міста Шяуляй супротивник значними силами мотопіхоти при підтримці танків перейшов у контрнаступ на позиції 2-ї батареї. Рядовий А. А. Бездвірний, виконуючи наказ командування, вогнем із кулемета, а згодом — з автомата, відсікав ворожу мотопіхоту від танків, знищивши при цьому до 150 солдатів і офіцерів супротивника. Коли скінчились набої, рядовий А. А. Бездвірний зі зв'язкою гранат у руках кинувся під гусеницю німецького танка. Вважався загиблим. Посмертно представлений до присвоєння звання Героя Радянського Союзу.
Однак відважний артилерист вижив. Після одужання і демобілізації повернувся до селища Яма (нині — місто Сіверськ Бахмутського району Донецької області), де й помер 31 жовтня 1952 року.

## Нагороди
Указом Президії Верховної Ради СРСР від 24 березня 1945 року «за зразкове виконання бойових завдань командування на фронті боротьби з німецько-фашистськими загарбниками та виявлені при цьому відвагу і героїзм», рядовому Бездвірному Анатолію Андрійовичу присвоєне звання Героя Радянського Союзу (посмертно).
Нагороджений орденом Леніна (24.03.1945), медалями «Золота Зірка» (24.03.1945, № 6680) і «За відвагу» (28.10.1943).